# Norra Svartbyn

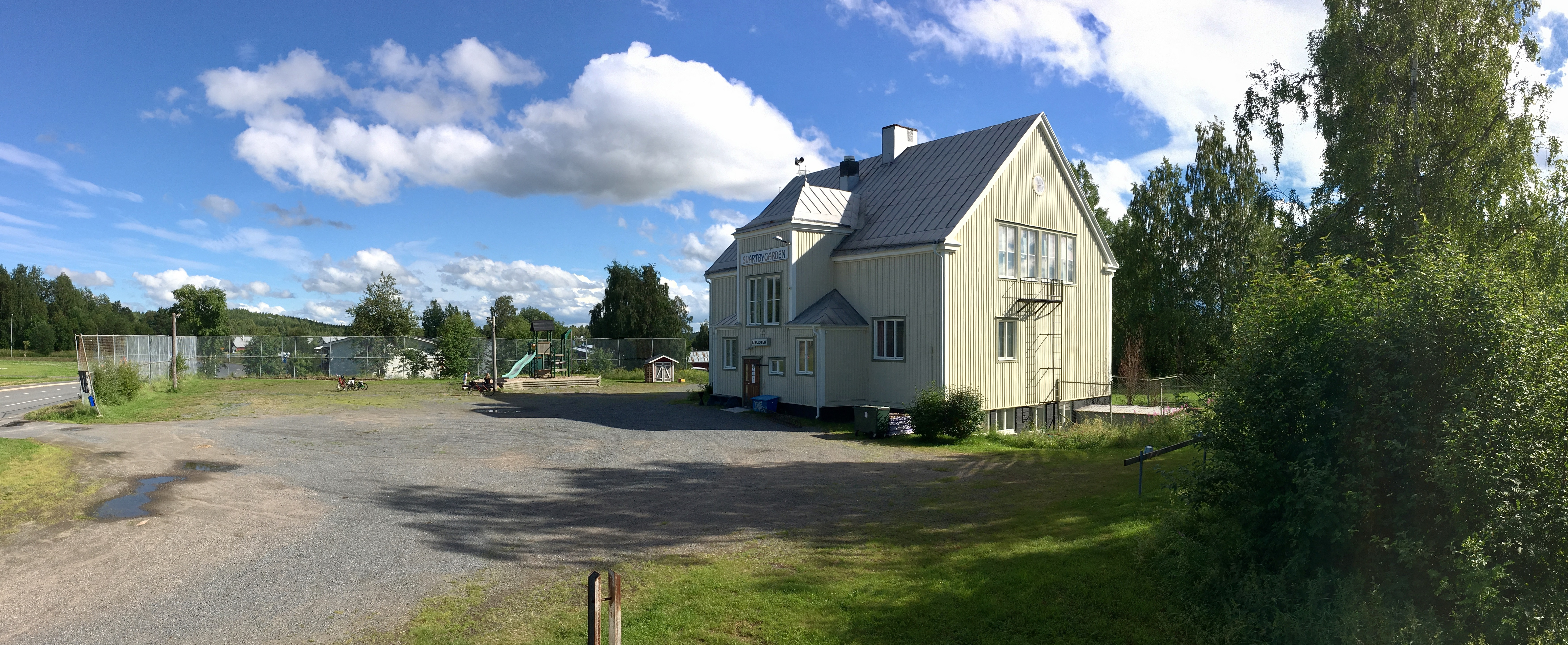
Svartbygården sommaren 2016

Norra Svartbyn är en by belägen vid Svartbyträskets norra strand strax utanför staden Boden i Bodens kommun, Norrbottens län. Byns närhet till Bodens stad gör att den blivit attraktiv för villabebyggelse och att lokaltrafiken trafikerar byn gör att den även kan betraktas som en yttre stadsdel i Boden. Byn har förskola och grundskola finns i grannbyn Södra Svartbyn.
I februari 2021 offentliggjordes att företaget H2 Green Steel (H2GS AB) skall etablera en industri för att producera fossilfritt grönt stål i Norra Svartbyn. Stålproduktionen beräknas starta år 2024. Projektet beräknas skapa 1 500 arbetstillfällen i regionen.